# Carolyne Van Vliet
Carolyne Marina Van Vliet (* 27. Dezember 1929 in Dordrecht, Niederlande; †  15. Juli 2016 in Miami, Florida) war eine niederländisch-amerikanische Physikerin und Hochschullehrerin.

## Leben und Werk
Van Vliet studierte Mathematik und Physik an der Vrije Universiteit Amsterdam, wo sie 1949 den Bachelor of Science und 1953 den Master of Arts in Physik erhielt. 1956 promovierte sie bei Gerardus J. Sizoo mit der Dissertation: Current Fluctuations in Semiconductors and Photoconductors.
Von 1949 bis 1953 war sie Lehrassistentin an der Vrije Universiteit Amsterdam und anschließend bis 1956 Research Fellow an derselben Universität. Danach war sie bis 1957 Fulbright-Stipendiatin am Fachbereich Elektrotechnik der University of Minnesota, wo sie dann bis 1958 als Assistenzprofessorin forschte. Von 1958 bis 1960 arbeitete sie als Konservatorin und Assistenzprofessorin am Institut für Physik an der Vrije Universiteit Amsterdam und anschließend als Associate Professorin am Department of Electrical Engineering der University of Minnesota. 1965 wurde sie dort Professorin und 1970 Professorin am Department of Physics der University of Minnesota. Von 1969 bis 1995 war sie Professorin für Theoretische Physik am Centre de Recherches Mathématiques der Université de Montréal in Kanada. Von 1992 bis 2000 war sie Professorin am Department of Electrical and Computer Engineering an der Florida International University in Miami und ab 2001 außerordentliche Professorin für Physik. Sie hatte mehrere Gastprofessuren in anderen Physikabteilungen, darunter 1968 und 1977 an der Universität Utrecht in den Niederlanden und 1974, 1977 und 1978 bis 1984 an der University of Florida in Gainesville (Florida).
Sie war eine Forscherin, die sich auf die Bereiche statistische Gleichgewichtsmechanik, Fluktuationen und stochastische Prozesse, Quantentransport in kondensierter Materie und Elektronenverhalten in nanoskaligen Quantengeräten spezialisiert hatte.
Sie veröffentlichte über 200 wissenschaftliche Publikationen und mehrere Bücher, darunter das Lehrbuch Equilibrium and Non-Equilibruim Statistical Mechanics. Sie betreute von 1958 bis 2000 über 28 Doktoranden.
1982 änderte sie ihren Namen von  K. M. van Vliet in  C. M. Van Vliet.

## Auszeichnungen
- 1991: Fellow Institute of Electrical and Electronics Engineers (IEEE)
- 1996: Life-Fellow Institute of Electrical and Electronics Engineers
- Professor Emerita, Département de Physique, Université de Montréal
- 1956–1958: Fulbright Scholar, Universität von Minnesota
- 2010  Fellow der American Physical Society (APS)[3]

## Mitgliedschaften
- Institute of Electrical and Electronics Engineers
- American Physical Society
- American Mathematical Society (R.I.)
- New York Academy of Sciences

## Veröffentlichungen (Auswahl)
- Equilibrium and non-equilibrium statistical mechanics. World Scientific, 2007, ISBN 978-981-270-477-1.
- Ninth International Conference on Noise in Physical Systems. World Scientific Publishing Company, Singapore 1987.
- Linear momentum quantization in periodic structures II. In: Physica A. Band 389, 2010, S. 1585–1593, doi:10.1016/j.physa.2009.12.026.
- mit Andres Barrios: Quantum electron transport beyond linear response. In: Physica A: Statistical Mechanics and its Applications. Band 315, Nr. 3–4, 2002, ISSN 0378-4371, S. 493–536, doi:10.1016/S0378-4371(02)01194-9.
- Irreversible Thermodynamics and Carrier Density Fluctuations in Semiconductors. In: Physical Review. Band 110, 1958, S. 50–62, doi:10.1103/PhysRev.110.50.